# Bartholomeus van Roijen
Pour les articles homonymes, voir Van Rooijen.
Bartolomeus van Roijen (ou Bart van Roijen), né le 4 août 1965 à Diemen aux Pays-Bas, est un prélat canadien de l'Église catholique. Depuis 2019, il est l'évêque du diocèse de Corner Brook et du Labrador dans la province de Terre-Neuve-et-Labrador.

## Biographie
Bartolomeus Van Roijen est né le 4 août 1965 à Diemen dans le diocèse de Harrlem aux Pays-Bas,. Le 25 avril 1997, il a été ordonné prêtre pour le diocèse de Nelson en Colombie-Britannique au Canada,,.
Le 7 octobre 2019, il a été nommé évêque du diocèse de Corner Brook et du Labrador dans la province canadienne de Terre-Neuve-et-Labrador. Le 12 décembre suivant, il a été consacré évêque en la cathédrale Très-Saint-Résempteur-et-Immaculée-Conception de Corner Brook avec Peter Joseph Hundt, archevêque de Saint-Jean, comme principal consécrateur et Gregory Bittman (en), évêque de Nelson, et Luigi Bonazzi, nonce apostolique au Canada, comme principaux co-consécrateurs,,.